# 澳門巴士65路線
澳門巴士65路線是由新福利經營，往返牧場街和司打口的巴士路線。

## 簡介及歷史

### 5AX路線
- 2017年9月23日起，為改善關閘總站停用後的路線安排，回應上午尖峰上班上學的出行需要，交通事務局經評估當時5路線乘客的出行情況，本線開設，期望透過調配部分5路線的資源及採取跳站形式運作，加快疏導乘客。至於5路線班距將因應作出下調，上午時段班距調整至6-8分鐘。[1][2]

- 2017年12月15日，配合輕軌媽閣站前期建造工程，西灣湖景大馬路一側之“媽閣總站”實施有限度通車，臨時以“澳門旅遊塔”站為落客站，而“旅遊塔／行車隧道”站則為上客站。

- 2018年6月16日，新增停靠「台山街市」站和新設的「華大新村」站，取消停靠「關閘馬路」站。[3]

- 2018年7月2日至8月31日，配合新馬路排水系統工程，暫不停靠「河邊新街／媽閣」站，臨時停靠「河邊新街／凱泉灣」、「河邊新街／李道巷」站。[4]

- 2018年8月17日起，新馬路恢復雙向行車，上述措施改為永久實施。[5]

- 2019年4月6日，為配合“內港北雨水泵站箱涵渠建造工程”，暫不停靠“十六浦”、“金碧文娛中心”站。

- 2019年8月31日起，因“內港北雨水泵站箱涵渠建造工程”完工，本線恢復原線停靠。

- 2020年2月1日，因應新型肺炎疫情持續，為免資源浪費，本線暫停營運，直至另行通知。[6]

- 2020年3月2日，因應社會陸續恢復營運，本線恢復營運，以疏導尖峰時段客流。[7]

- 2020年7月10日，服務時間調整為週一至週五06:30-09:00，例假日及公眾假期停駛。

- 2021年11月16日起，臨時停靠「高士德／連勝」站。[8]

- 2022年2月26日起，上述臨時措施改為永久措施。[9]

- 2022年5月28日起，「筷子基社屋」站更名為「俾若翰街／綠楊花園」。[10]

- 2022年6月23日至12月31日，因應羅理基博士大馬路行人天橋優化工程，暫不停靠“治安警察局”。[11]

- 2022年7月11日至17日，因實施「全澳相對靜止管理」措施，本線暫停營運。[12]

- 2022年7月18日至22日，因宣佈延長“相對靜止管理”措施，本線維持上述措施。[13]

- 2022年7月23日起，因“相對靜止管理”結束，本線恢復營運。[14]

- 2022年12月3日起，「媽閣總站」更名為「西灣湖景大馬路／媽閣碼頭」。[15]

### 65路線
- 2023年12月2日起，配合輕軌媽閣站即將啟用，本線編號更改為65，取消途經河邊新街、十六浦、筷子基及台山街市一帶，改經旅遊塔、皇朝一帶，往牧場街方向取道雅廉訪大馬路，總站由“旅遊塔／行車隧道”站調整為「牧場街總站」。[16][17]而受內港南雨水泵站及下水道工程影響，暫不停靠“河邊新街／凱泉灣”站、“媽閣廟站”，臨時停靠“河邊新街／媽閣”站。[18]

- 2024年2月25日10:00起，恢復停靠“河邊新街／凱泉灣”站。[19]

## 使用車輛
開線初期：
- 蘇州金龍KLQ6115GQ
- 宇通ZK6128HG

2023年1月10日前：
- 蘇州金龍KLQ6115GQ

2023年1月10日起：
- 蘇州金龍KLQ6115GQ
- 宇通ZK6128HG

2023年1月17日起：
- 宇通ZK6128HG

2023年5月9日起：
- 宇通ZK6128HG
- 蘇州金龍KLQ6116GHEV2

2023年8月起：
- 蘇州金龍KLQ6108GQE5
- 蘇州金龍KLQ6116GHEV2

2023年11月起：
- 蘇州金龍KLQ6116GHEV2

2023年12月8日起：
- 蘇州金龍KLQ6106GHEV
- 蘇州金龍KLQ6116GHEV2

2023年12月27日起：
- 蘇州金龍KLQ6106GHEV

## 電牌
| 往台山方向                    | 往台山方向         | 往台山方向 |
| 日期                          | 頭牌               | 圖例       |
| ----------------------------- | ------------------ | ---------- |
| 2018年6月16日前               | 關閘馬路（近關閘） |            |
| 2018年6月16日至2023年12月2日  | 華大新村（近關閘） |            |
| 2023年12月2日起               | 牧場街（近關閘）   |            |
| 往南區方向                    |                    |            |
| 日期                          | 頭牌               | 圖例       |
| 2017年12月15日前              | 媽閣               |            |
| 2017年12月15日至2023年12月2日 | 旅遊塔             |            |
| 2023年12月2日起               | 司打口             |            |

## 路線資料

### 收費
| 收費類別     | 收費類別                      | 收費類別             | 費用 |
| ------------ | ----------------------------- | -------------------- | ---- |
| 現金         | 現金                          | 現金                 | $6.0 |
| 境外支付工具 | 支付寶（內地及香港）          | 支付寶（內地及香港） | $6.0 |
| 境外支付工具 | 雲閃付 非綁定澳門銀聯卡       |                      | $6.0 |
| 境外支付工具 | 微信支付（內地及香港）        |                      | $6.0 |
| 境外支付工具 | 交通聯合 非澳門發行的全國通卡 |                      | $6.0 |
| 境內支付工具 | 澳門通                        | 全民卡               | $3.0 |
| 境內支付工具 | 澳門通                        | 學生卡               | $1.5 |
| 境內支付工具 | 澳門通                        | 長者卡               | 免費 |
| 境內支付工具 | 澳門通                        | 殘疾卡               | 免費 |
| 境內支付工具 | 聚易用＋                      | 聚易用＋             | $3.0 |

### 服務時間及班距
| 服務時間                   | 服務時間   | 星期一至五  | 例假日 （含公眾假期） |
| -------------------------- | ---------- | ----------- | --------------------- |
| 牧場街總站                 | 牧場街總站 | 06:00-23:30 | 06:00-23:30           |
| 班距                       | 尖峰       | 10-15分鐘   | 15-20分鐘             |
| 班距                       | 離峰       | 15-20分鐘   | 15-20分鐘             |
| 懸掛8號風球1小時開出尾班車 |            |             |                       |

### 路線停站
| 65   | 牧場街 ↺ 司打口 | 牧場街 ↺ 司打口                 | 牧場街 ↺ 司打口          |
| 序號 | 循環線          | 循環線                          | 循環線                   |
| 序號 | 站號            | 站名                            | 出入境口岸／輕軌站／備註 |
| 1    | M18/3           | 牧場街總站                      |                          |
| 2    | M63             | 紀念孫中山公園                  |                          |
| 3    | M4/2            | 鄭觀應公立學校                  |                          |
| 4    | M284            | 華大新村                        |                          |
| 5    | M16/2           | 提督馬路／雅廉訪                |                          |
| 6    | M98             | 高士德／連勝                    |                          |
| 7    | M88             | 高士德／賈伯樂                  |                          |
| 8    | M117            | 羅理基／馬六甲街                |                          |
| 9    | M262            | 城市日大馬路／波爾圖街          |                          |
| 9    | M173            | 新口岸／柏嘉街 （賽車期間停靠） |                          |
| 10   | M182/1          | 旅遊塔／行車隧道                |                          |
| 11   | M198/2          | 西灣湖景大馬路／媽閣碼頭        | 媽閣站                   |
| 12   | M183/1          | 河邊新街／凱泉灣                |                          |
| 13   | M140/1          | 河邊新街／李道巷                |                          |
| 14   | M139/2          | 司打口                          | 內港客運碼頭             |
| 15   | M184            | 河邊新街／街市                  |                          |
| 16   | M188            | 河邊新街／下環                  |                          |
| 17   | M203/1          | 媽閣廟站                        |                          |
| 18   | M277            | 西灣湖景大馬路／媽閣交通樞紐    | 媽閣站                   |
| 19   | M177            | 澳門旅遊塔                      |                          |
| 20   | M260            | 城市日大馬路／永利              |                          |
| 20   | M251            | 捐血中心 （賽車期間停靠）       |                          |
| 21   | M159            | 總統酒店                        | 賽車期間不停靠           |
| 22   | M243            | 何賢公園                        |                          |
| 23   | M97             | 雅廉訪／俾利喇                  |                          |
| 24   | M106            | 雅廉訪／聖心                    |                          |
| 25   | M274            | 筷子基衛生中心                  |                          |
| 26   | M13             | 李寶椿街                        |                          |
| 27   | M8/1            | 巴波沙大馬路                    |                          |
| 28   | M18/3           | 牧場街總站                      |                          |

## 過往路線停站

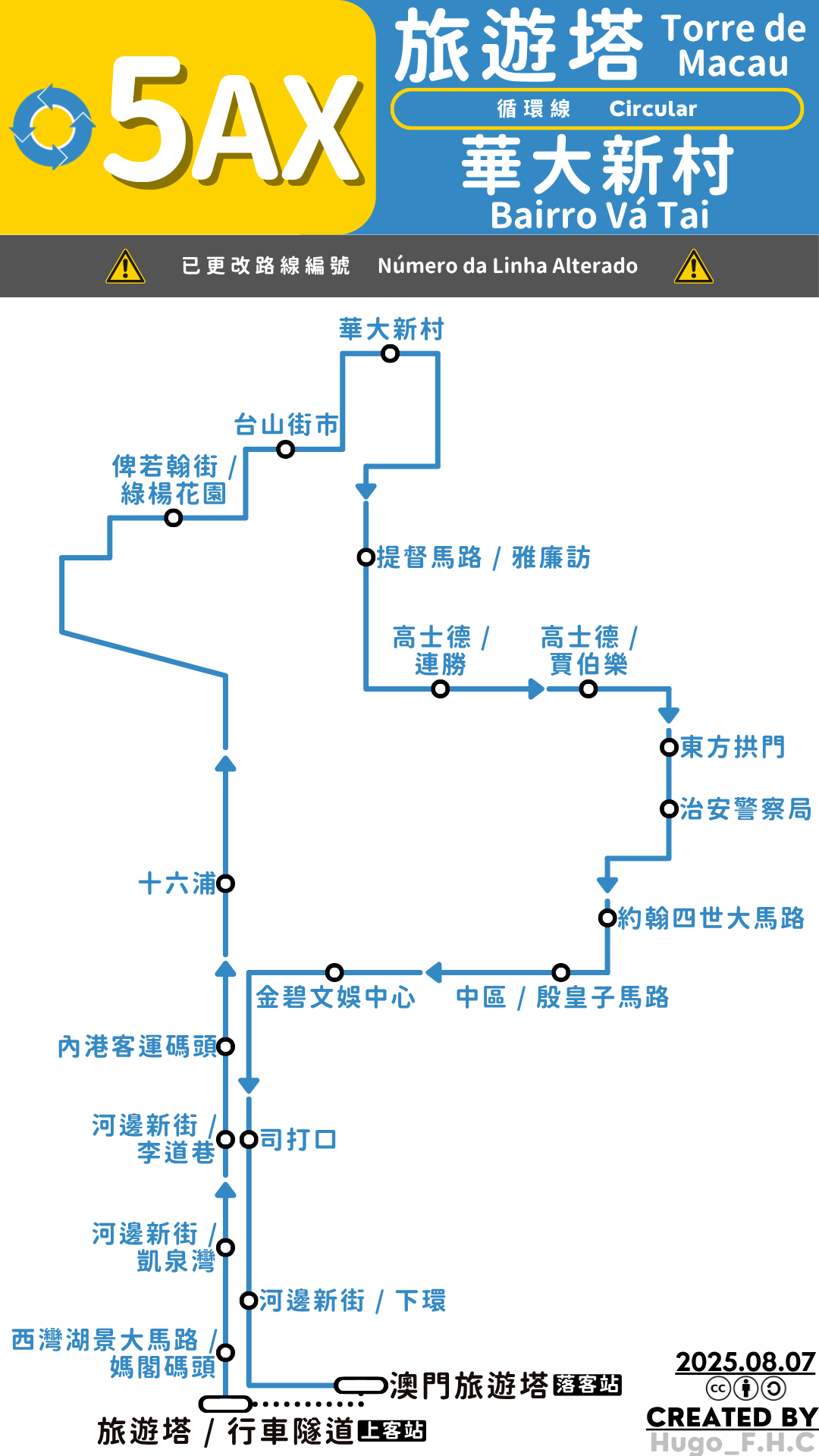

| 5AX  | 旅遊塔 ↺ 華大新村 | 旅遊塔 ↺ 華大新村        | 旅遊塔 ↺ 華大新村 |
| 序號 | 循環線            | 循環線                   | 循環線            |
| 序號 | 站號              | 站名                     | 出入境口岸        |
| 1    | M182/2            | 旅遊塔／行車隧道         |                   |
| 2    | M198              | 西灣湖景大馬路／媽閣碼頭 |                   |
| 3    | M183/2            | 河邊新街／凱泉灣         |                   |
| 4    | M140/1            | 河邊新街／李道巷         |                   |
| 5    | M132/2            | 十六浦                   |                   |
| 6    | M108/1            | 俾若翰街／綠楊花園       |                   |
| 7    | M10/1             | 台山街市                 |                   |
| 8    | M284              | 華大新村                 |                   |
| 9    | M16/2             | 提督馬路／雅廉訪         |                   |
| 10   | M98               | 高士德／連勝             |                   |
| 11   | M88               | 高士德／賈伯樂           |                   |
| 12   | M155              | 東方拱門                 |                   |
| 13   | M157/2            | 治安警察局               |                   |
| 14   | M173/1            | 約翰四世大馬路           |                   |
| 15   | M171/1            | 中區／殷皇子馬路         |                   |
| 16   | M142              | 金碧文娛中心             |                   |
| 17   | M139/2            | 司打口                   | 內港客運碼頭      |
| 18   | M188              | 河邊新街／下環           |                   |
| 19   | M177              | 澳門旅遊塔               |                   |

## 客量

### 5AX路線
- 根據2020年公報，本線在2019年度尖峰時段共開出5,207班次，乘車人次為296,022人次，平均每班接載56.9人次。

## 編號更改計劃
- 2023年11月28日，交通諮詢委員會「公共運輸服務改善工作小組」舉行工作會議，會上局方表示因應媽閣站於同年12月8日開通營運，當中包括計劃將原5AX路線編號更改為65，改為以牧場街為總站的循環線。同時調整行程，行駛較為暢順的區域，以加快路線的行駛時間。[20][21]

## 交通意外
- 2020年9月29日上午，新福利一輛5AX路線巴士（車隊編號：K220）行駛至松山隧道路段時因機械故障出現漏機油，導致其後方的12部車輛連環相撞，事故中6人受傷。事後，新福利解釋是因為該巴士壓縮機內部機件意外斷裂，壓縮泵缸體被擊破，導致機油滲漏。[22][23]

## 圖片集

### 5AX路線時期

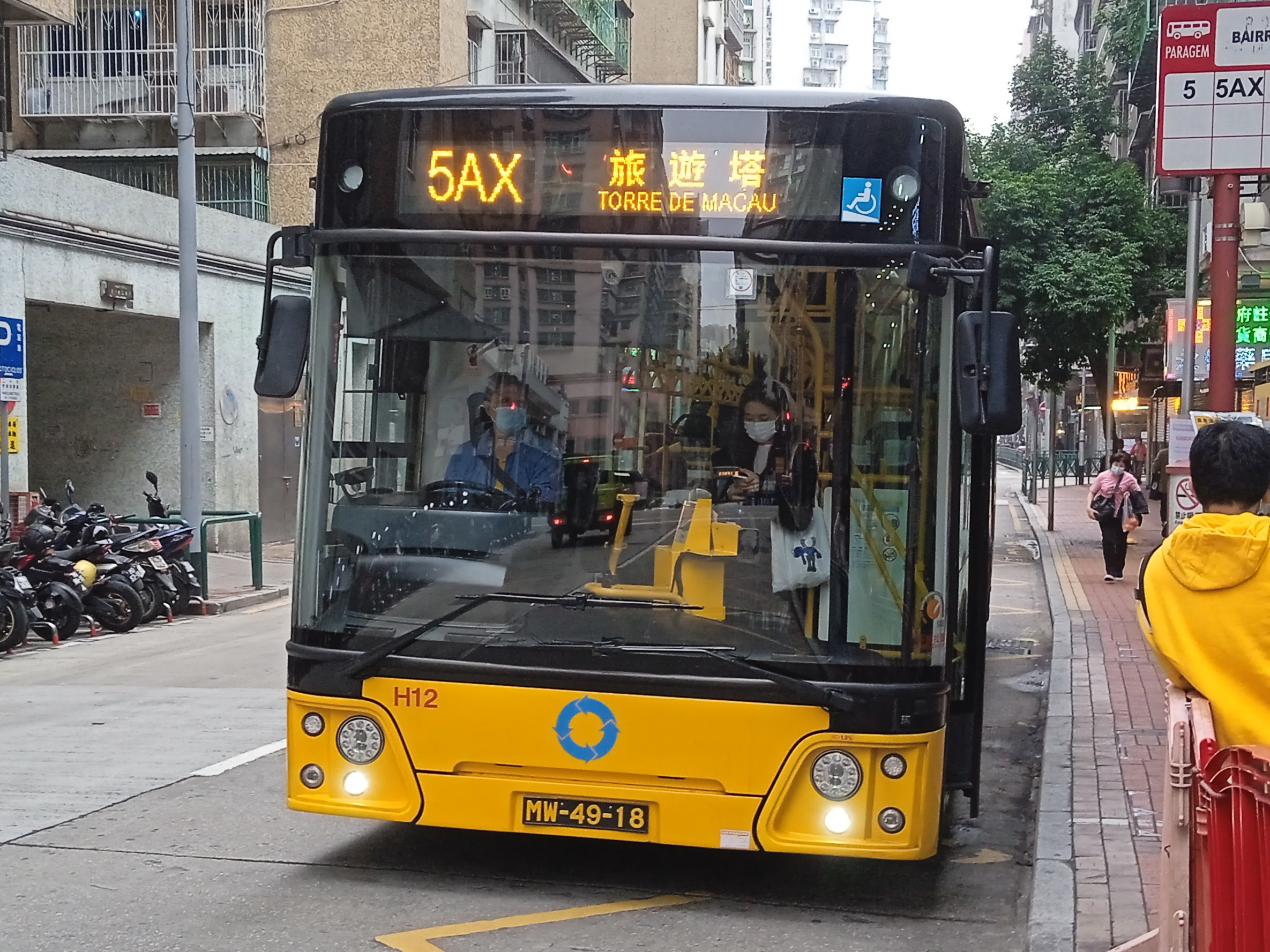
蘇州金龍KLQ6115GQ
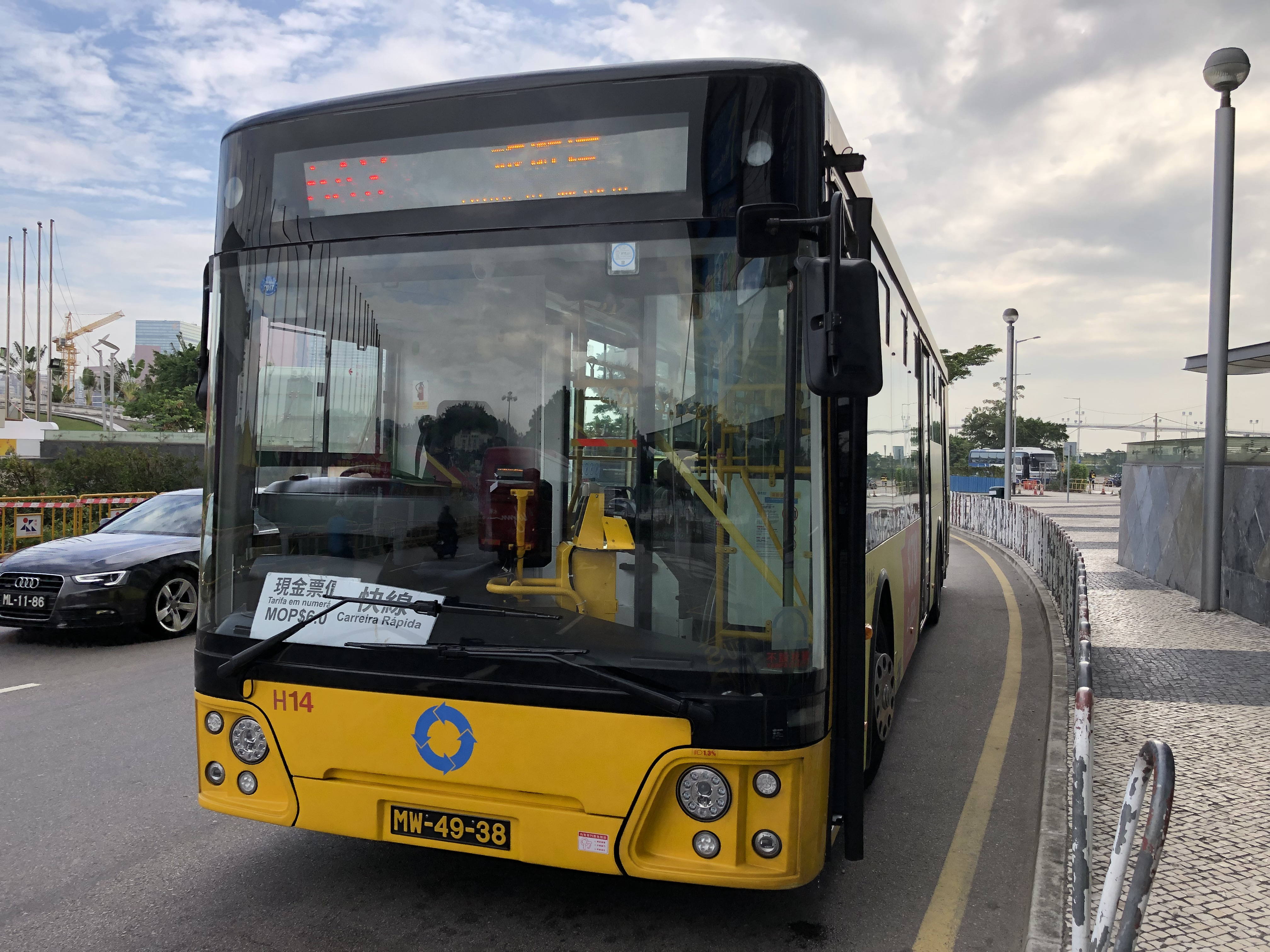
蘇州金龍KLQ6115GQ
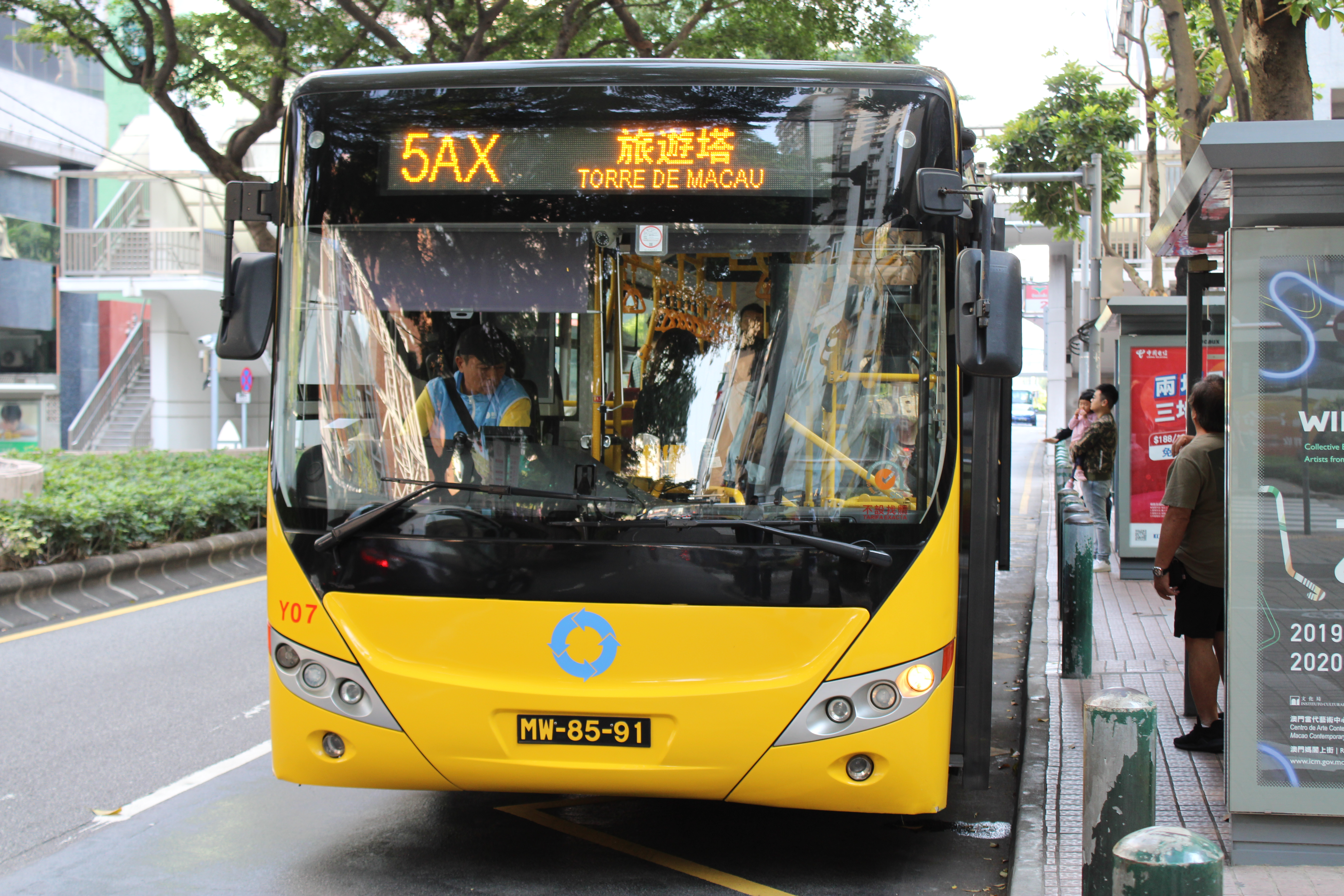
宇通ZK6128HG
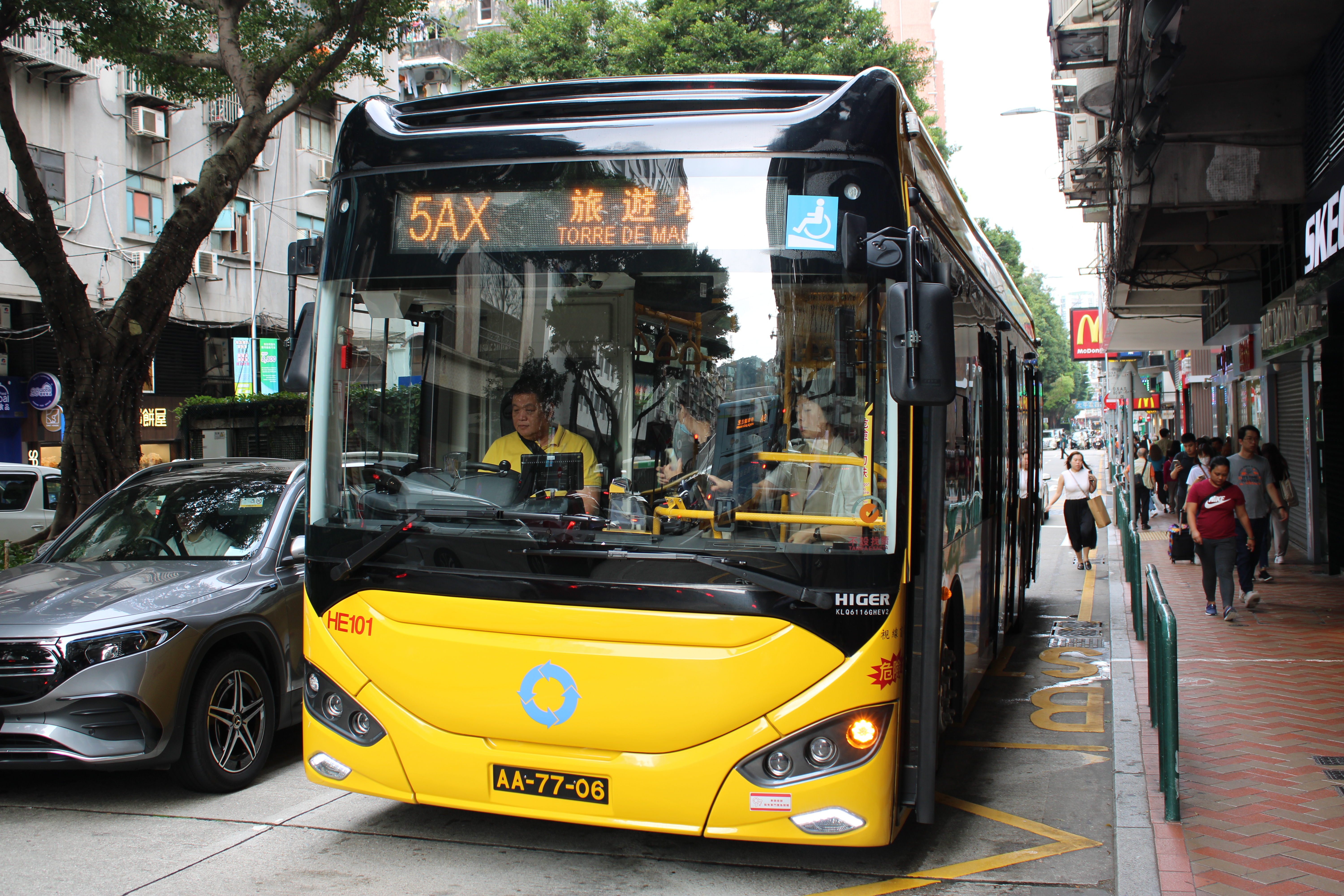
蘇州金龍KLQ6116GHEV2

### 65路線時期

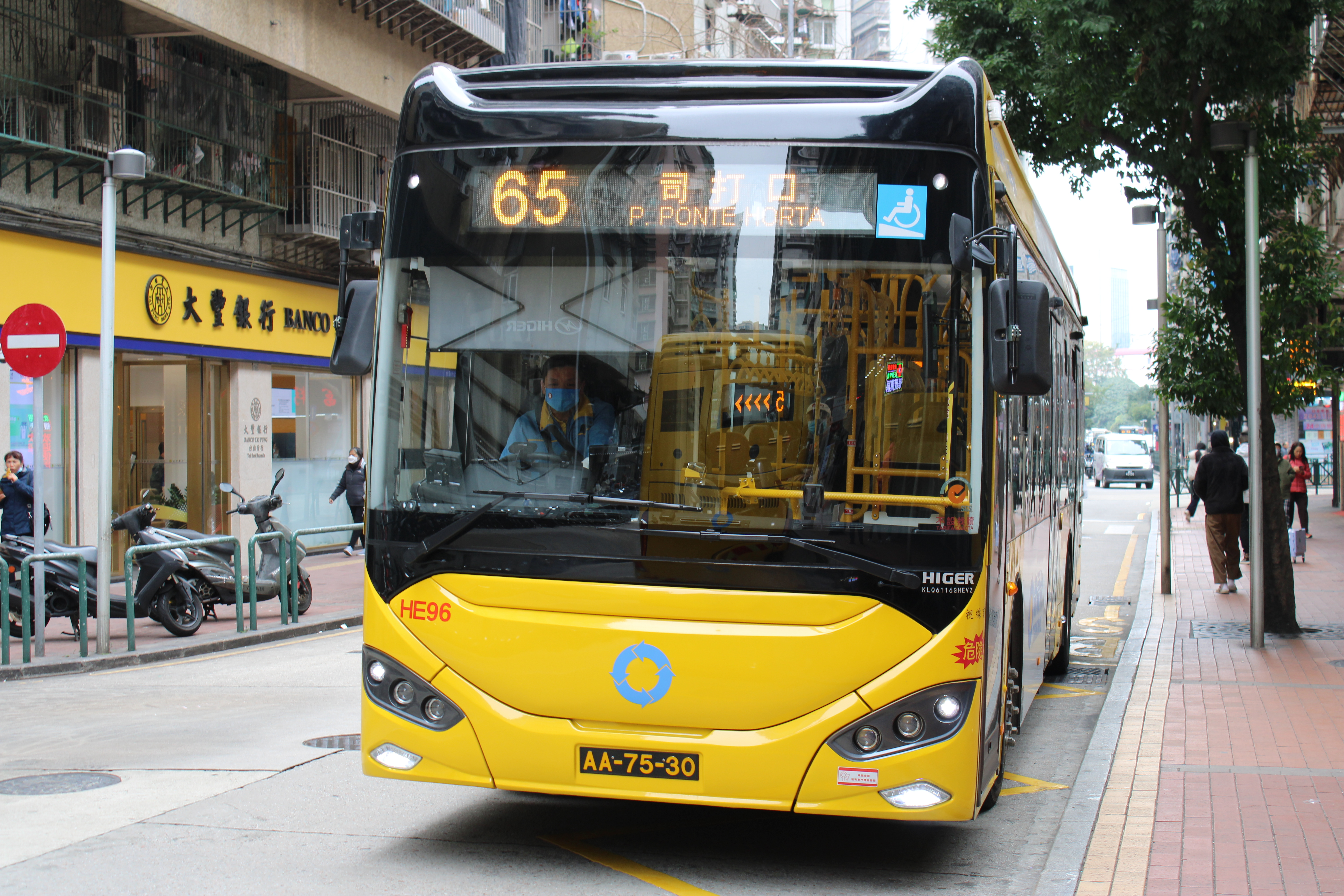
蘇州金龍KLQ6116GHEV2
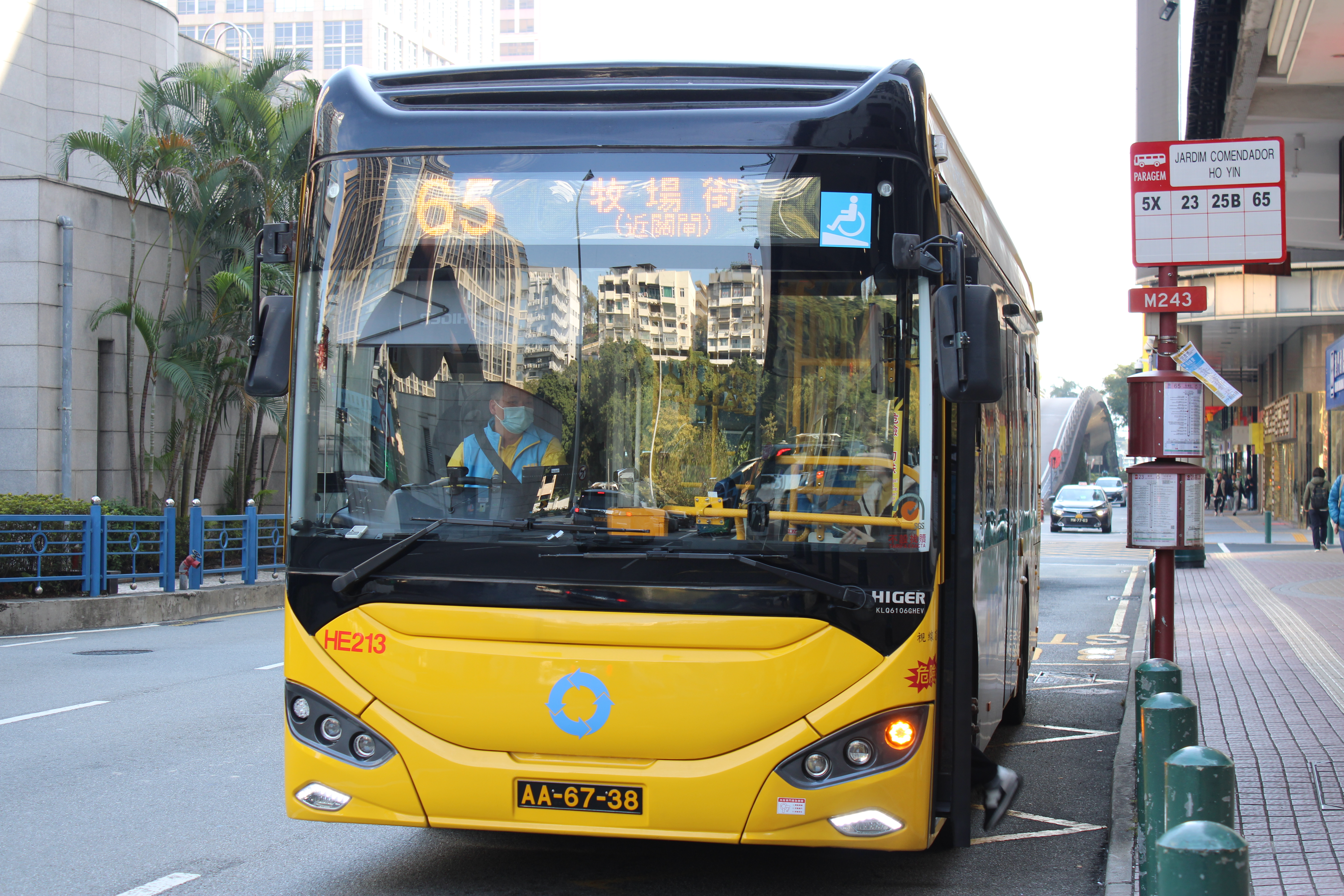
蘇州金龍KLQ6106GHEV
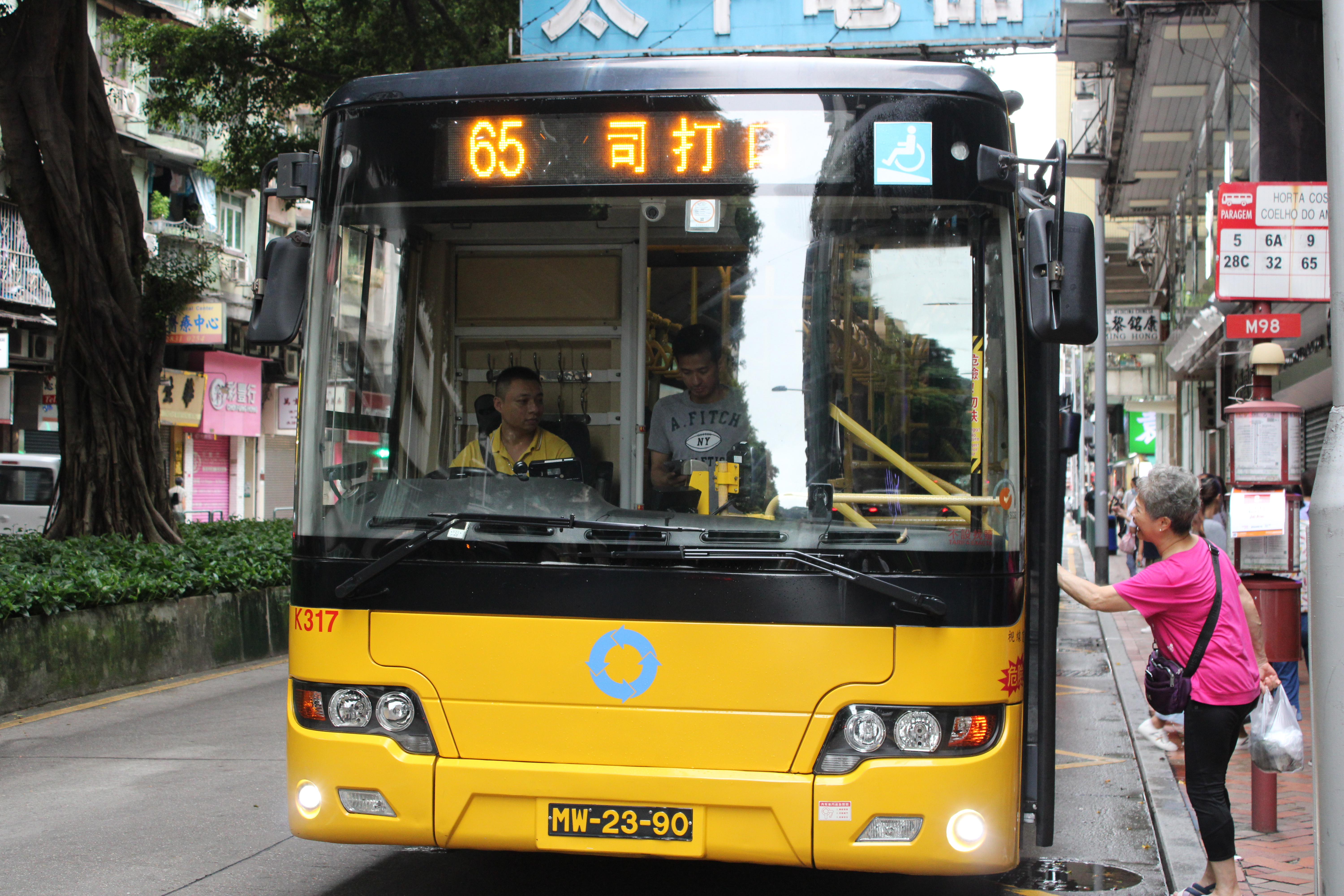
蘇州金龍KLQ6108GQ28E4
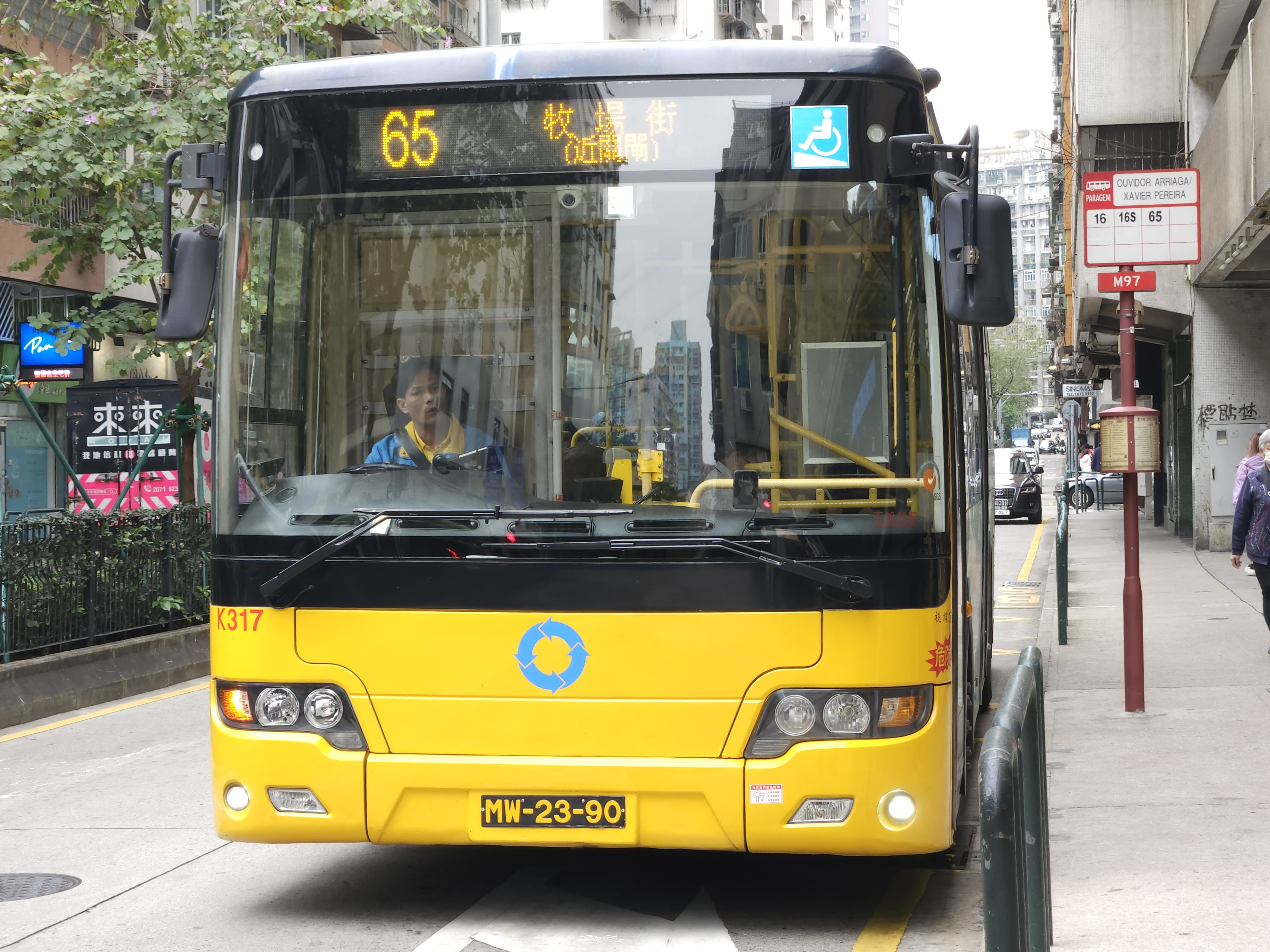
蘇州金龍KLQ6108GQ28E4
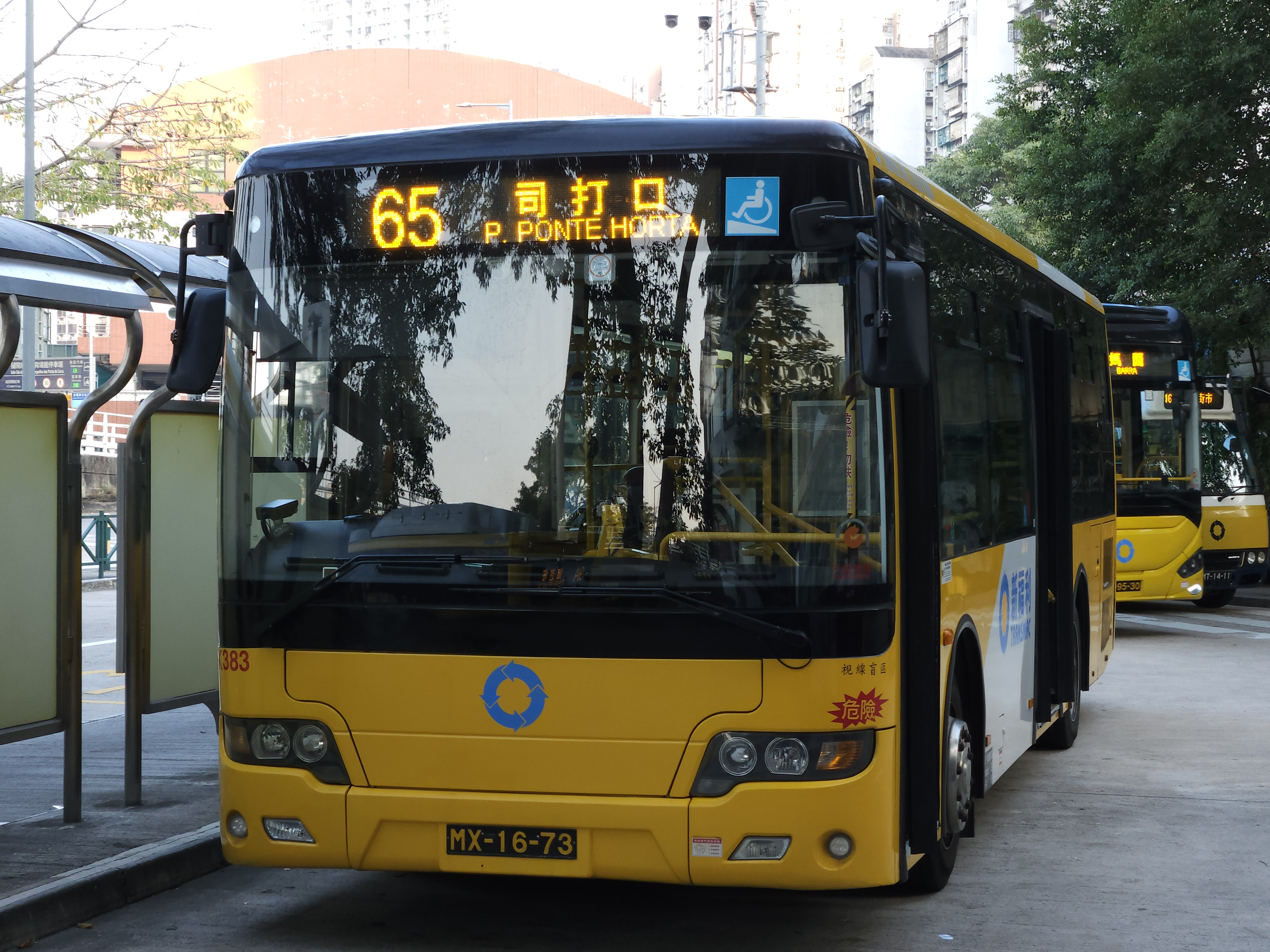
蘇州金龍KLQ6960GQE5
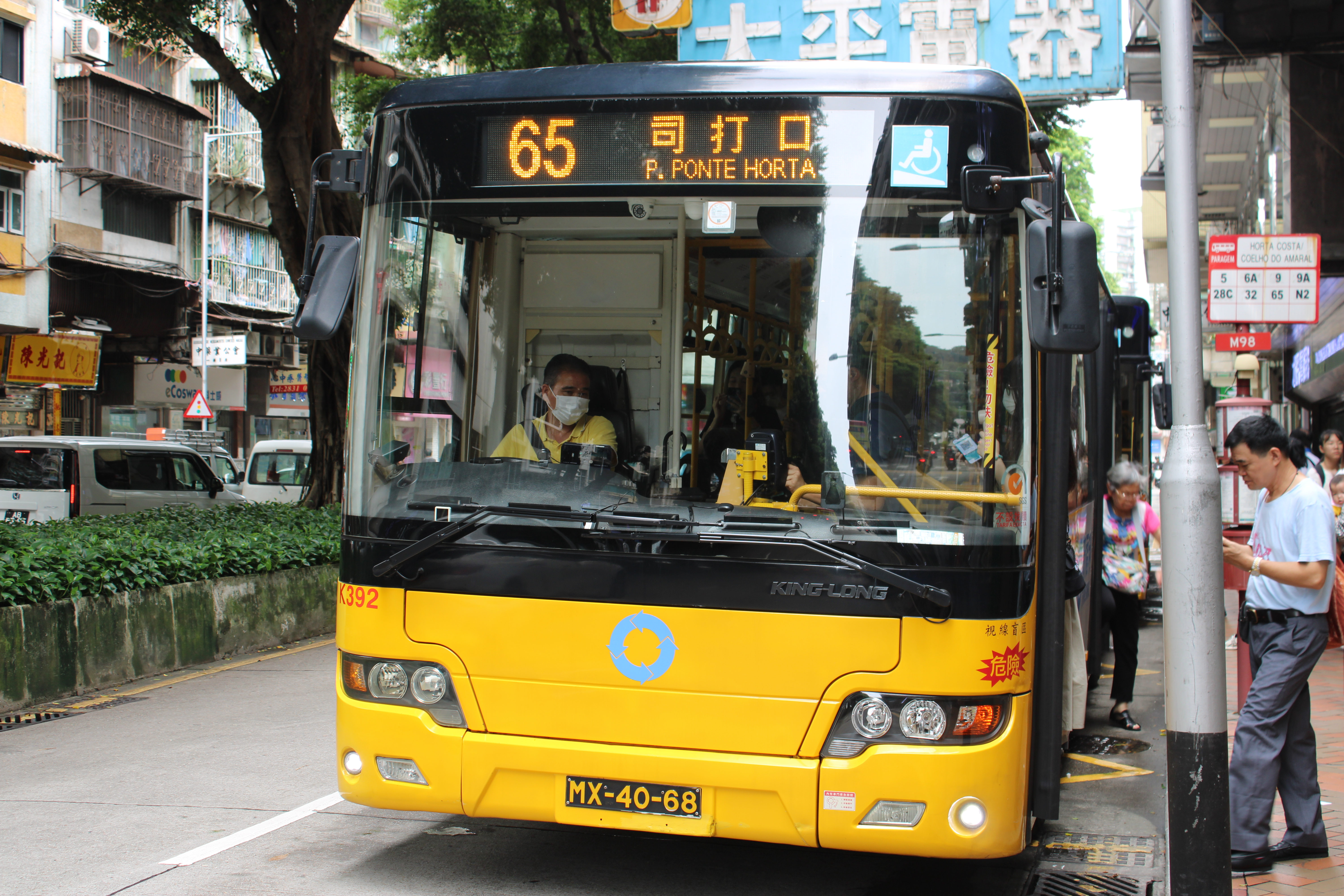
蘇州金龍KLQ6960GQE5
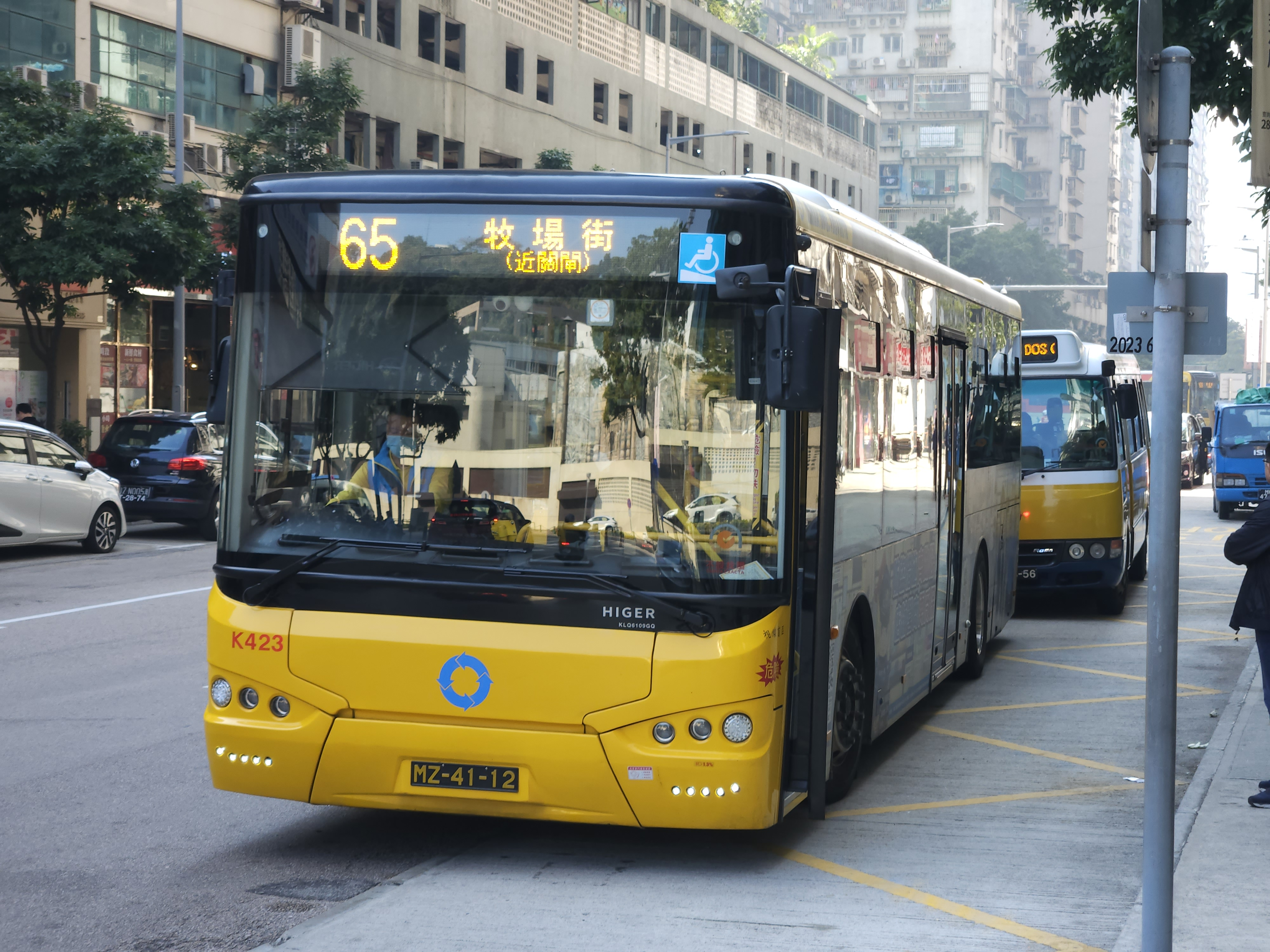
蘇州金龍KLQ6109GQ

## 外部連結
- （繁體中文）澳門新福利公共汽車有限公司官方網站 （页面存档备份，存于）